# Тольбринг, Йерри
Йерри Тольбринг (швед. Jerry Tollbring; род. 13 сентября 1995, Нортэлйе) — шведский гандболист, выступает за немецкий клуб Райн-Неккар Лёвен и сборную Швеции.

## Карьера

#### Клубная
Йерри Тольбринг начинал выступать в шведском клубе ГК «Римбо». В 2014 году Тольбринг перешёл в ГК «Кристианстад». Тольбринг в составе ГК «Кристианстад» выиграл два раза чемпионат Швеции. В октябре 2016 года, Тольбринг подписал контракт с клубом «Райн-Неккар Лёвен», в котором будет выступать со следующего сезона.

#### В сборной
Тольбринг выступает за сборную Швеции. За сборную Швеции Тольбринг сыграл 12 матчей и забросил 46 мячей. Тольбринг выступал на чемпионате Европы 2016, Олимпийских играх 2016, чемпионата мира 2017.

## Титулы
- Победитель чемпионата Швеции: 2015, 2016
- Лучший левый крайний чемпионата мира: 2017[4]
- Серебряный призёр чемпионата Европы: 2018

## Статистика
Статистика Тольбринга сезона 2018/19 указана на 11.6.2019.
| Сезон   | Клуб              | Лига       | Матчи | Голы   | Голы   | Голы  |
| Сезон   | Клуб              | Лига       | Матчи | С игры | 7-метр | Всего |
| ------- | ----------------- | ---------- | ----- | ------ | ------ | ----- |
| 2017/18 | Райн-Неккар Лёвен | Бундеслига | 30    | 68     | 16     | 52    |
| 2018/19 | Райн-Неккар Лёвен | Бундеслига | 30    | 68     | 23     | 45    |